# Ère Enryaku
L'ère Enryaku (延暦) est une des ères du Japon (年号,, nengō,, lit. « nom de l'année ») après l'ère Ten'ō et avant l'ère Daidō. Cette ère couvre la période allant du mois d'août 782 au mois de mai 806. L'empereur régnant est Kanmu (桓武天皇).

## Changement d'ère
- 12 novembre 782 Enryaku gannen (延暦元年?) : Le nom de la nouvelle ère est créé pour marquer un événement ou une série d'événements. L'ère précédente se termine là où commence la nouvelle, en Ten'ō  2, le 19e jour du 8e mois de 782[3].

## Événements de l'ère Enryaku
- 782 (Enryaku 1, 6e mois) : Le sadaijin Fujiwara no Uona est démis de ses fonctions et exilé à Kyushi. Quelque temps après, l'empereur lui permet de revenir dans la capitale où il meurt. À peu près à la même époque, Fujiwara no Tamaro est nommé udaijin. Pendant lez jours où les postes de sadaijin et udaijin sont vacants, les principaux conseillers (les dainagon) et l'empereur lui-même assurent la responsabilités et les pouvoirs qui autrement seraient délégués[4].
- 783 (Enryaku 3, durant le 3e mois) : L'udaijin Tamaro meurt à l'âge de 62 ans[4].
- 783 (Enryaku 3, durant le 7e mois) : Fujiwara no Korekimi devient le nouvel udaijin pour remplacer le défunt Fujiwara no Tamaro[4].
- 793 (Enryaku 12) : La construction du temple Enryaku commence sous la direction du prêtre bouddhiste Dengyō[5].
- December 17, 794 (Enryaku 13, 21e jour du 10e mois) : L'empereur se déplace en grand équipage pour une procession de Nara à Heian-kyō[5].
- 796 (Enryaku 15) : De nouvelles pièces de monnaie en cuivre sont mises en circulation, chacune portant la légende Ren-hei Ei-hō[6].
- 806 (Enryaku 25) : Le règne de l'empereur Kammu a duré 25 ans. Il meurt à l'âge de 70 ans[7]. Il est enterré au sud de Heian-kyō, dans le voisinage de Momoyama, mais le véritable emplacement demeure incertain. En 1894, une autre tombe est créée quand le Heian-jingū est reconstruit. On dit que son esprit repose en paix près de la tombe de l'empereur Meiji dans ce sanctuaire[8].